# Fralignes
Fralignes és un municipi francès situat al departament de l'Aube i a la regió del Gran Est. L'any 2007 tenia 72 habitants.

## Demografia

### Població
El 2007 la població de fet de Fralignes era de 72 persones. Hi havia 32 famílies de les quals 12 eren unipersonals (4 homes vivint sols i 8 dones vivint soles), 12 parelles sense fills i 8 parelles amb fills.
La població ha evolucionat segons el següent gràfic:
Habitants censats

### Habitatges
El 2007 hi havia 43 habitatges, 34 eren l'habitatge principal de la família, 4 eren segones residències i 5 estaven desocupats. 40 eren cases i 2 eren apartaments. Dels 34 habitatges principals, 30 estaven ocupats pels seus propietaris, 3 estaven llogats i ocupats pels llogaters i 1 estava cedit a títol gratuït; 3 tenien dues cambres, 5 en tenien tres, 7 en tenien quatre i 19 en tenien cinc o més. 26 habitatges disposaven pel capbaix d'una plaça de pàrquing. A 12 habitatges hi havia un automòbil i a 15 n'hi havia dos o més.

### Piràmide de població
La piràmide de població per edats i sexe el 2009 era:
| Homes | Edats   | Dones |
| ----- | ------- | ----- |
| 0     | 95 o +  | 0     |
| 0     | 90 a 94 | 0     |
| 0     | 85 a 89 | 0     |
| 0     | 80 a 84 | 0     |
| 0     | 75 a 79 | 0     |
| 4     | 70 a 74 | 0     |
| 0     | 65 a 69 | 8     |
| 4     | 60 a 64 | 4     |
| 4     | 55 a 59 | 0     |
| 0     | 50 a 54 | 0     |
| 12    | 45 a 49 | 8     |
| 0     | 40 a 44 | 4     |
| 4     | 35 a 39 | 0     |
| 0     | 30 a 34 | 0     |
| 0     | 25 a 29 | 0     |
| 0     | 20 a 24 | 4     |
| 0     | 15 a 19 | 8     |
| 0     | 10 a 14 | 4     |
| 4     | 5 a 9   | 0     |
| 0     | 0 a 4   | 0     |

## Economia
El 2007 la població en edat de treballar era de 44 persones, 37 eren actives i 7 eren inactives. Les 37 persones actives estaven ocupades(19 homes i 18 dones).. De les 7 persones inactives 4 estaven jubilades, 2 estaven estudiant i 1 estava classificada com a «altres inactius».
Activitats econòmiques
L'únic establiment que hi havia el 2007 era d'una empresa de serveis.
L'any 2000 a Fralignes hi havia 3 explotacions agrícoles que ocupaven un total de 336 hectàrees.

## Poblacions més properes
El següent diagrama mostra les poblacions més properes.